# 獎忠洞
奬忠洞（：／ Jangchung dong */?），是位于韩国首尔中区的一个行政洞，位于中区南部。

## 概況
獎忠洞的名稱來源於該區域內的獎忠壇。本洞北面與光熙洞、東北面與新堂洞、東面與茶山洞、西面與筆洞相接。

## 歷史
- 1946年10月1日，獎忠洞成立。之後將墨井洞劃入本洞管轄區範圍內。
- 1955年4月18日，将辖区内的笔洞2街和笔洞3街划至笔洞。
- 1998年9月14日，将辖区内的忠武路4街和忠武路5街划至光熙洞。

## 下轄法定洞
- 奬忠洞1街
- 奬忠洞2街
- 墨井洞[2]

## 交通
●首都圈電鐵3號線 東國大學站

## 建築
- 韓國國立劇場
- 獎忠體育館
- 獎忠壇
- 民主平和統一諮問會議
- 韓國自由總聯盟
- 新羅酒店
- 京東教會
- 自由中心
- 榕亞樹俱樂部和水療中心
- 酒店塔

## 景點
- 獎忠壇公園
- 水標橋

## 其他
獎忠洞以燉豬蹄筋而聞名。獎忠洞豬腳街是著名的觀光景點，該地的蹄稱作獎忠洞豬蹄。